# František Kašický

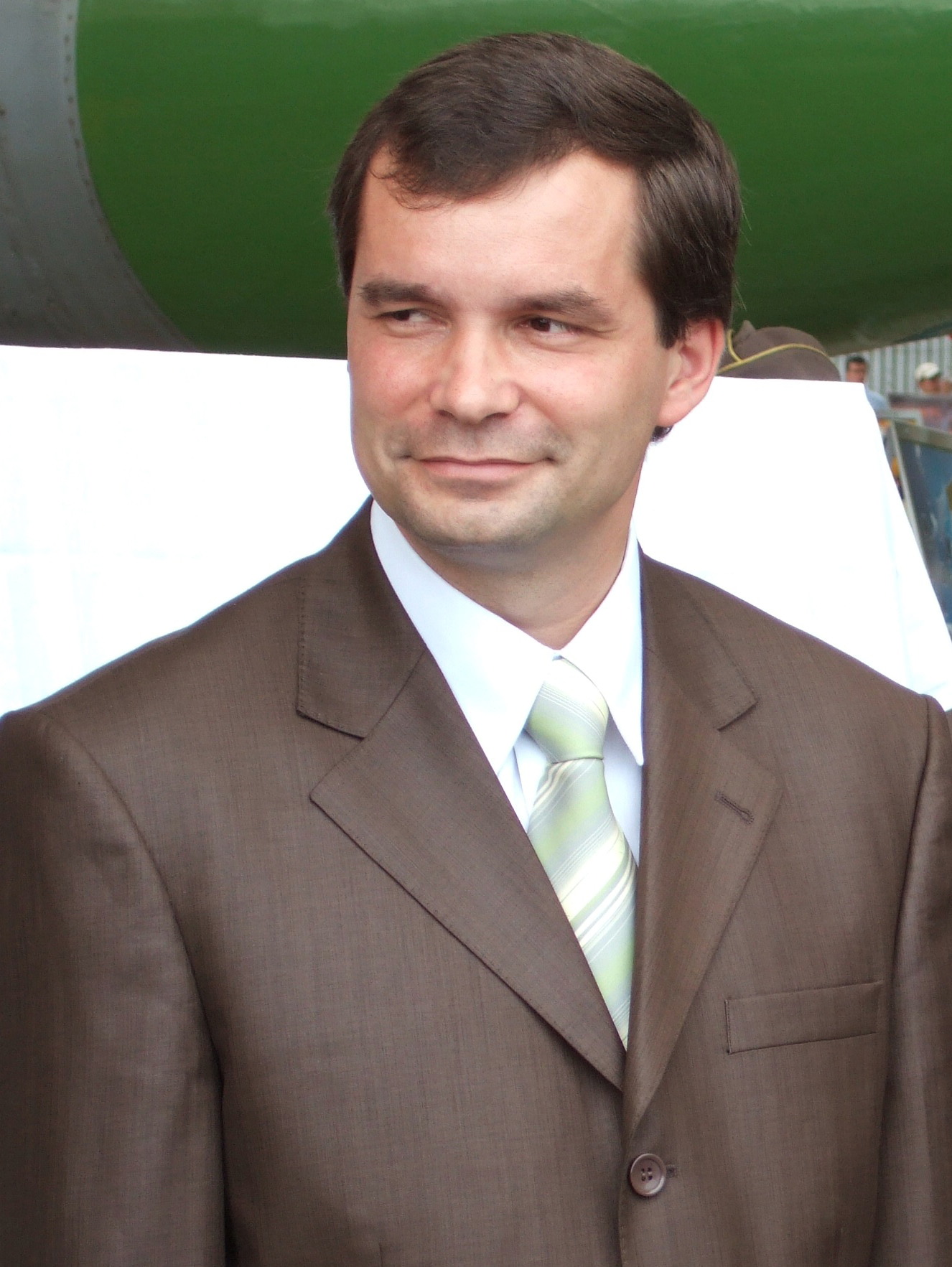
František Kašický

František Kašický (* 18. November 1968 in Gelnica) ist ein slowakischer Politiker.
Kašický ist Mitglied der SMER. Er war Verteidigungsminister der Fico-Regierung, die nach den Wahlen von 2006 gebildet wurde. Er amtierte nicht die gesamte Amtszeit der Regierung Fico.